# Bârsoiu, Vâlcea
Bârsoiu este un sat în comuna Stoilești din județul Vâlcea, Muntenia, România. Se află în partea de SE a județului, în Podișul Cotmeana.

Biserica Sf. Nicolae

Biserica din sat, cu dublu hram Sf. Voievozi și Sf. Nicolae a fost construită în 1910.